# Polyrhachis paxilla
Polyrhachis paxilla är en myrart som beskrevs av Smith 1863. Polyrhachis paxilla ingår i släktet Polyrhachis och familjen myror. Inga underarter finns listade i Catalogue of Life.